# Saint-Coutant-le-Grand
Saint-Coutant-le-Grand település Franciaországban, Charente-Maritime megyében. Lakosainak száma 416 fő (2022. január 1.). Saint-Coutant-le-Grand Champdolent, Lussant, Moragne, Puy-du-Lac és Tonnay-Boutonne községekkel határos.

## Népesség
A település népessége az elmúlt években az alábbi módon változott:
| Lakosok száma | 337  | 306  | 293  | 316  | 411  | 410  | 421  | 413  | 409  | 416  |
|               | 1968 | 1982 | 1990 | 2006 | 2013 | 2015 | 2017 | 2019 | 2020 | 2022 |